# WinEdt
WinEdt ist ein Shareware-Texteditor für Windows ab Windows 7. Frühere WinEdt-Versionen sind bereits für Windows 2000/XP/Vista/7 und Windows 9x/ME/NT mit Einschränkungen erschienen. WinEdt ist in erster Linie als Entwicklungsoberfläche für das Textsatzprogramm LaTeX konzipiert. Die erste Version erschien im April 1995 für Windows 3.1. Ab Version 5.5 (2007) kann die Software eingeschränkt auch mit UTF-8-Dateien umgehen, ab Version 7.0 (2012) bietet WinEdt vollständigen UTF-8-Support. Beginnend mit der Version 8.0 (2013) gibt es neben der 32-Bit Variante eine 64-Bit Version.